# وجودي (منطق)
الوجودي يطلق على معان، منها ما لا يكون السّلب جزءا لمفهومه ويقابله العدمي، وبهذا المعنى وقع العدمي في تعريف المعدولة؛ ومنها ما من شأنه الوجود الخارجي ويقابله العدمي أيضا؛ ومنها الموجود الخارجي ويقابله العدمي أيضا. فللعدمي أيضا ثلاثة معان، والوجودي في تلك المعاني الثلاثة يرادف الثبوتي والمعنى الأوّل للوجودي أعمّ من الثاني والثاني من الثالث، والمعنى الأول للعدمي أخصّ من الثاني والثاني من الثالث. وإطلاق الوجودي على هذه المعاني هو المشهور؛ ومنها الوجود؛ ومنها ما يكون ثبوته لموصوفه بوجوده له ويقابله العدمي في هذين المعنيين أيضا.